# 칼라만시
칼라만시(타갈로그어: kalamansi)는 운향과의 과일 나무(상록 활엽 관목 또는 소교목)이며, 학명은 Citrus × microcarpa이다. 귤속의 잡종 재배식물로, 감귤나무(C. reticulata)와 금귤(C. japonica) 간의 자연 교잡을 통해 생겨났다. 식물학적 종이 아니지만 Citrus × microcarpa Bunge 또는 Citrus × mitis Blanco 등 학명으로 불리기도 하며, 과거에 스윙글 체계 등에서는 금귤을 금귤속(Fortunella)으로 따로 분류하고 금귤과 귤속 식물의 교잡종에 키트로포르투넬라속(× Citrofortunella)이라는 속명을 부여했기 때문에 × Citrofortunella microcarpa (Bunge) Wijnands 또는 × Citrofortunella mitis (Blanco) J.W.Ingram & H.E.Moore 등의 학명도 쓰였다.

## 이름
필리핀에서는 타갈로그족, 팡가시난족, 카팜팡안족이 "칼라만시(kalamansi) 또는 "칼라문딩(kalamunding)"이라 부르며, 비사야족은 "리몬시토(limonsito)"나 "시무야우(simuyaw)로 부른다.
영어권 등 서구에는 "칼라몬딘(calamondin)"으로도 알려져 있는데, 이는 미국 식민지 시기 때 타갈로그어 "칼라문딩(kalamunding)"이 영어화된 것이다.

## 특징
관목 또는 소교목으로, 3~6미터까지 자란다. 열매는 조그맣고 둥근 라임을 닮았으며, 지름은 25~35 밀리미터이지만 최대 45 밀리미터에 이르는 경우도 있다. 각 열매에 8~12개의 씨가 들어있다.
필리핀에서는 연중 볼 수 있으며, 보통 익지 않은 풋열매를 수확한다. 익으면 귤이 된다.
관상수로 재배되는 경우가 많다. 상당히 신맛이 나며, 향은 유자와 비슷하다.

## 재배
필리핀에서 동남아시아, 인도, 하와이, 카리브 제도, 북·중미에 걸쳐 경작된다. 인도네시아 북부 지역과 중국 남부에서도 자란다.

## 사진

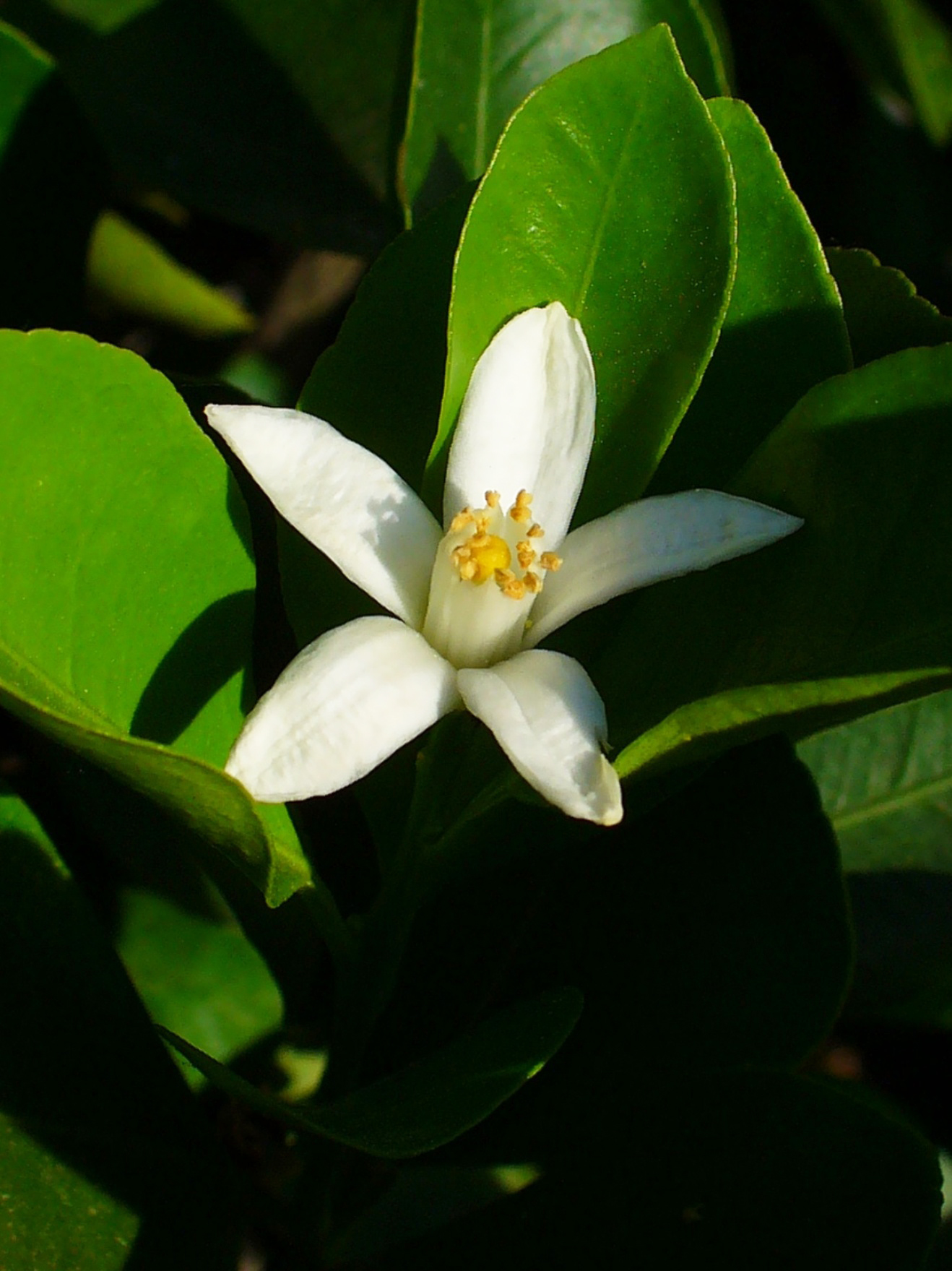
꽃
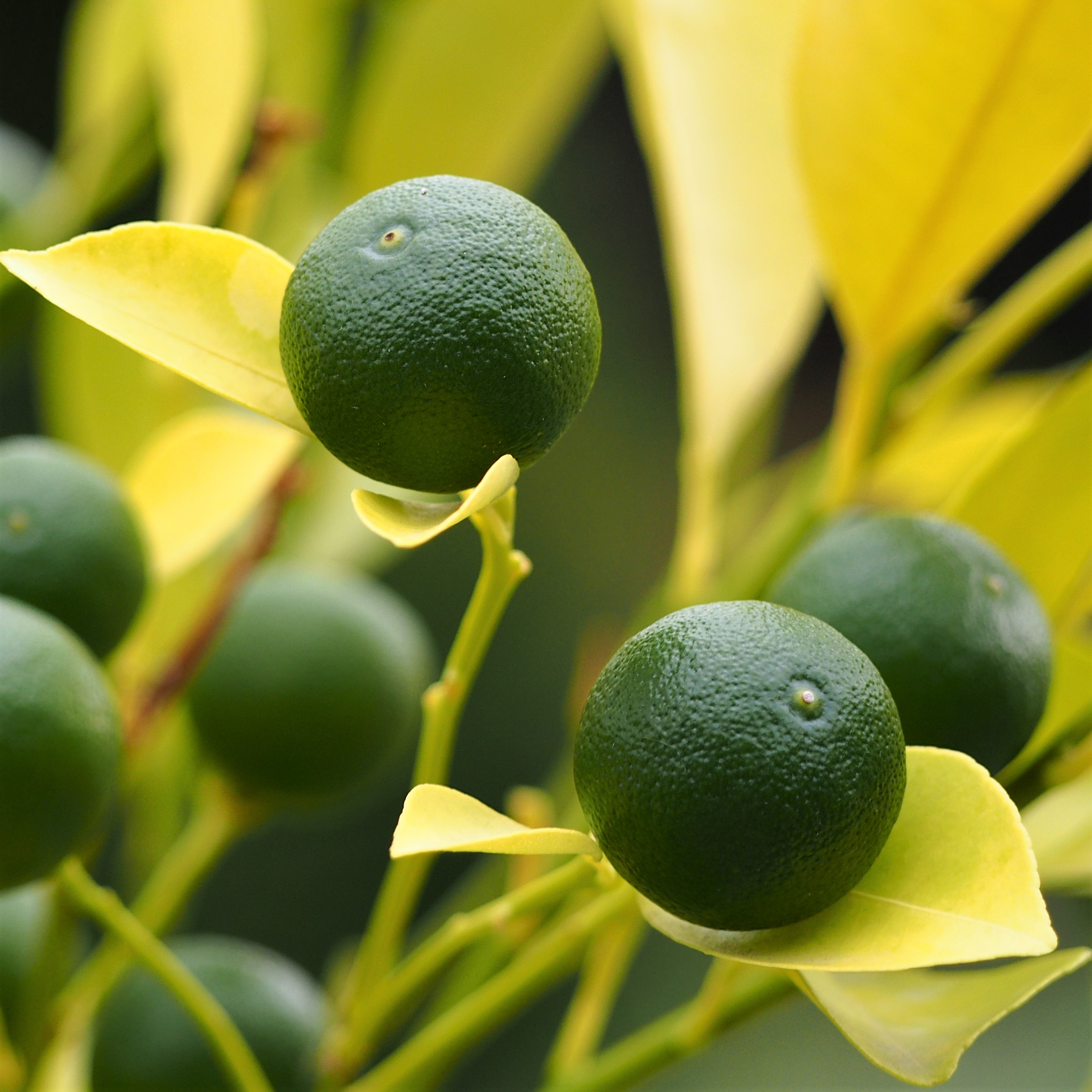
풋열매
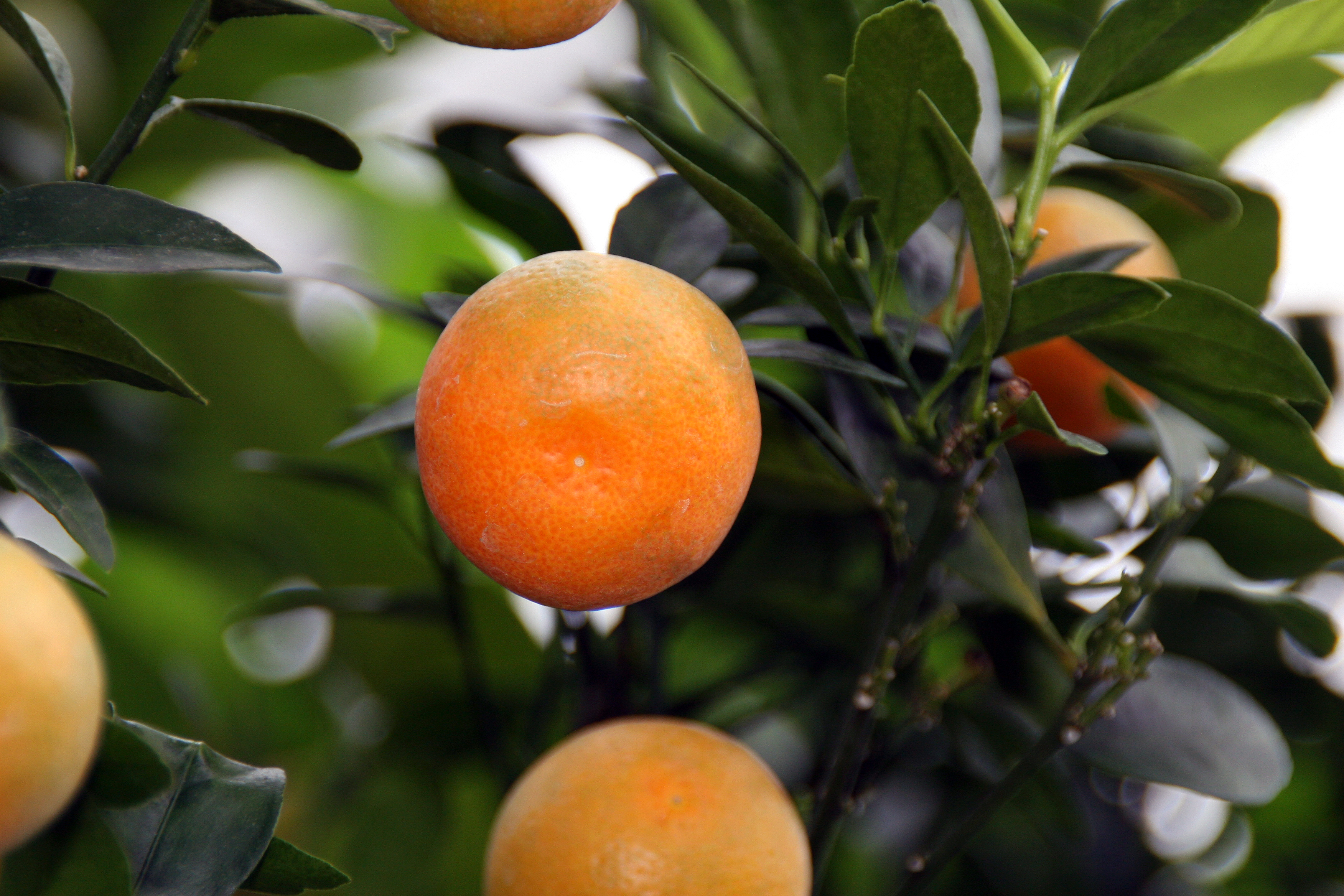
익은 열매
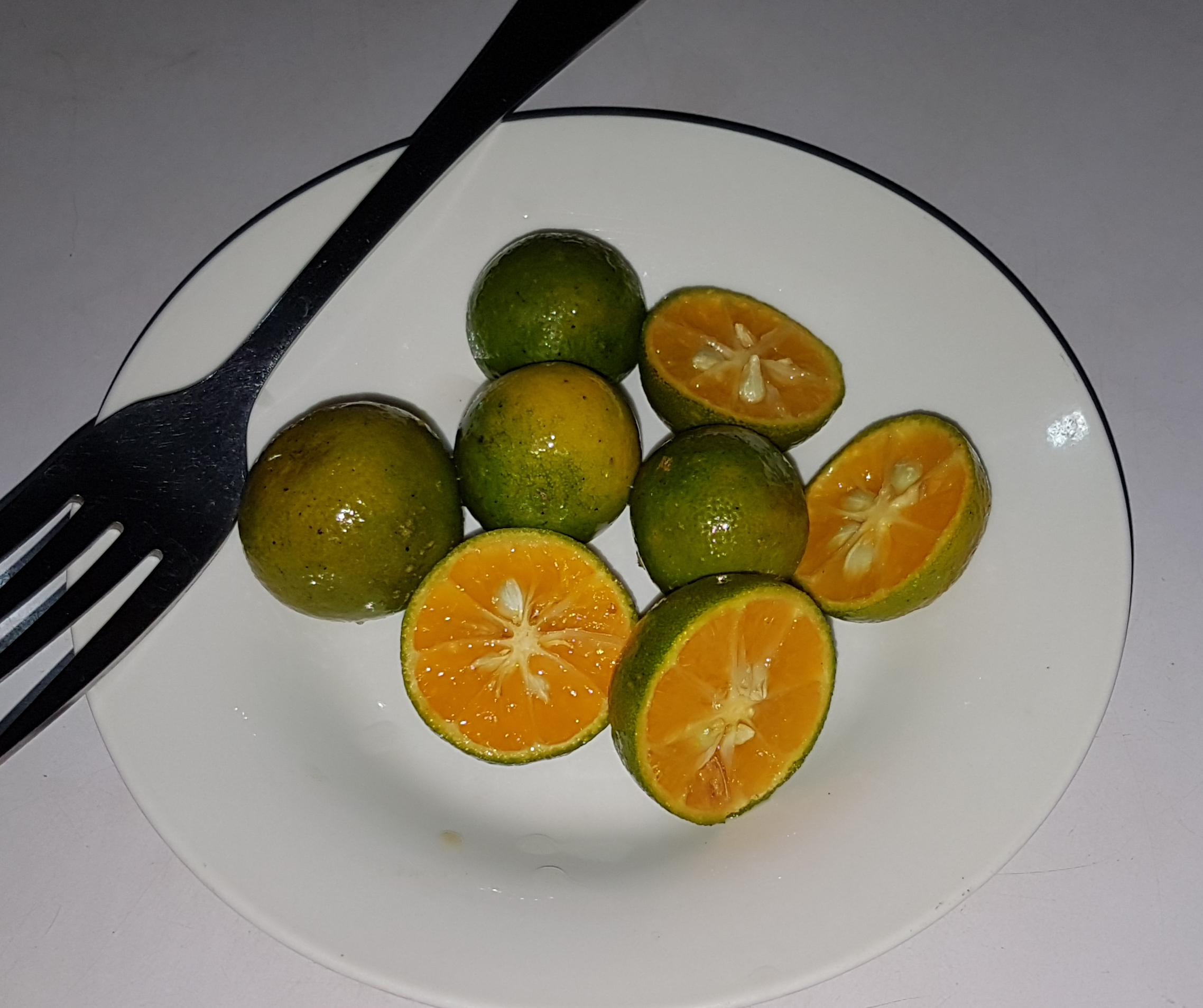
칼라만시 단면